# 祝其国
祝其国，春秋时诸侯国，周武王封黄帝的後裔於此。位於今中國江苏省赣榆县西部班庄镇古城村，疆域包括江苏省赣榆县部分、东海和新浦部分村镇。春秋末期灭于鲁国，为鲁国祝其大夫封邑。汉代于其旧址设祝其县，屬東海郡。